# La Rebelión de la Juventud
La Rebelión de la Juventud fue una radionovela cubana producida y transmitida por la CMQ Televisión en 1957, escrita por el famoso actor, escritor y director cubano Roberto Luis Garriga Agramonte y dirigida por Raúl Verrier. La radionovela tuvo gran éxito no solo en Cuba, sino también en diversos países de América Latina, convirtiéndose en una de las radionovelas más emblemáticas de los años 50´s.

### Elenco[2]
| Personaje                      | Actor              |
| ------------------------------ | ------------------ |
| Pablo Armenteros               | Paul Díaz          |
| Laura Rosales                  | Felisa Amelivia    |
| Olga Lidia Armenteros (niña)   | Martha Falcon      |
| Olga Lidia Armenteros (adulta) | Margarita Balboa   |
| Charito Armenteros             | Martica Díaz       |
| Tata Celia                     | Lolita Berrio      |
| Eddy                           | Santiago G. Ortega |
| Ignacio                        | Manolo Villamil    |
| Esteban                        | Carlos Paulin      |
| Narrador                       | Modesto Vásquez    |